# Storvorde Sejlflod Boldklub
Storvorde Sejlflod Boldklub (også forkortet SSB) er en fodboldklub i byen Storvorde. Klubben blev til 6. juni 1940, da man sammenlagde Storvorde Boldklub og Sejlflod Idrætsforening. Klubben spiller ligesom storebror AaB i spillerdragter med rød/hvide striber, dog spiller SSB med hvide shorts og røde strømper.
Klubbens førstehold spiller pt. i serie 1.
SSB råder over et moderne fodbold anlæg, med tribune, elektronisk måltavle, kunstgræsbane og flere græsbaner. Klubhuset er gennem de sidste 10 år gennem renoveret og fremstår i et nyt og moderne look.
Af kendte tidligere spillere fra SSB kan nævnes Jens Flou i 60`erne, Mogens Jørgensen i 80`erne og Ib Simonsen i 80`erne og  90`erne, samt Patrick Kristensen i 00`erne og 10`erne. Jens Flou var med til, at blive pokalmester i 1966 med en sejr på 3-1 over KB. Ib Simonsen var som anfører med til, at blive dansk mester i 1995, og Patrik Kristensen var med til, at blive dansk mester i 2008 og pokal- og dansk mester i 2014.